# Lacosteina
Lacosteina es un género de foraminífero bentónico de la familia Lacosteinidae, de la superfamilia Eouvigerinoidea, del suborden Rotaliina y del orden Rotaliida. Su especie tipo es Lacosteina gouskovi. Su rango cronoestratigráfico abarca el Campaniense (Cretácico superior).

## Clasificación
Lacosteina incluye a las siguientes especies:
- Lacosteina gouskovi †
- Lacosteina maquawilensis †
- Lacosteina paynei †